# 東京都大学ソフトボール連盟
東京都大学ソフトボール連盟（とうきょうとだいがくソフトボールれんめい）は、東京都における大学ソフトボール部の競技団体連盟。全日本大学ソフトボール連盟と日本ソフトボール協会への加盟団体。

## 概要と歴史
- 1969年発足
- 競技としては完全に男女分別になっているが、大会・リーグ戦の運営などは殆どが男女共同開催になる。

## 組織構成
- 男子：1部6チーム、2部9チーム
- 女子：1部6チーム、2部10チーム

※2024年度時点の公式サイト情報

## 主な大会
- 東京都大学ソフトボールリーグ戦　男子の部／女子の部
- 全日本大学ソフトボール選手権大会（インカレ）東京都予選